# Oxinasphaera copiapoa
Oxinasphaera copiapoa är en kräftdjursart som beskrevs av Bruce1997. Oxinasphaera copiapoa ingår i släktet Oxinasphaera och familjen klotkräftor. Inga underarter finns listade i Catalogue of Life.